# Zaporijjea, Oleksandria
Zaporijjea (în ucraineană Запоріжжя) este un sat în comuna Likarivka din raionul Oleksandria, regiunea Kirovohrad, Ucraina.

## Demografie
Componența lingvistică a localității Zaporijjea
     Ucraineană (90,44%)
     Rusă (5,15%)
     Română (3,68%)
     Alte limbi (0,74%)
Conform recensământului din 2001, majoritatea populației localității Zaporijjea era vorbitoare de ucraineană (90,44%), existând în minoritate și vorbitori de rusă (5,15%) și română (3,68%).